# Baidar
Baidar Khan (fl. XIII secolo) è stato un condottiero del clan reale mongolo in quanto nipote di Gengis Khan, era un pretendente al Gran Khanato.

## Biografia
Figlio di Djagatai Khan e di una sua concubina, condusse una armata Mongola al seguito dell'Orda Bianca nell'invasione d'Europa del 1235-1241, in particolare sconfisse a Legnickie Pole, nel 1241 l'esercito Polacco e i cavalieri dell'Ordine Teutonico. Fu protagonista del sacco di Sandomir e Cracovia.
Ebbe in seguito alcuni eredi.